# Kamil Dzhamalutdinov
Kamil Alíyevich Dzhamalutdinov –en ruso, Камиль Алиевич Джамалутдинов– (Muguí, URSS, 15 de agosto de 1979) es un deportista ruso, de origen daguestano, que compitió en boxeo.
Participó en los Juegos Olímpicos de Sídney 2000, obteniendo una medalla de bronce en el peso pluma. Ganó una medalla de plata en el Campeonato Mundial de Boxeo Aficionado de 1999, en el peso gallo.

## Palmarés internacional
| Juegos Olímpicos   | Juegos Olímpicos         | Juegos Olímpicos  | Juegos Olímpicos |
| Año                | Lugar                    | Medalla           | Categoría        |
| ------------------ | ------------------------ | ----------------- | ---------------- |
| 2000               | Sídney (Australia)       | Medalla de bronce | 57 kg            |
| Campeonato Mundial |                          |                   |                  |
| Año                | Lugar                    | Medalla           | Categoría        |
| 1999               | Houston (Estados Unidos) | Medalla de plata  | 54 kg            |